# بيرت غرانت
بيرت غرانت (بالإنجليزية: Bert Grant)‏ هو ملحن أمريكي، ولد في 1878 في نيويورك في الولايات المتحدة، وتوفي في 1951.

## وصلات خارجية
- بيرت غرانت على موقع IMDb (الإنجليزية)
- بيرت غرانت على موقع ميوزك برينز (الإنجليزية)
- بيرت غرانت على موقع قاعدة بيانات برودواي على الإنترنت (الإنجليزية)